# Gerardo Zamora (actor)
Gerardo Zamora Flores (Lima, 29 de enero de 1977) es un actor peruano, conocido por protagonizar la telenovela Qué buena raza, interpretando a Valentín Condori.

## Biografía
Nació en Lima el 29 de enero de 1977; bajo el nombre completo de Gerardo Zamora Flores, proveniente de una familia de raíces andinas.
Estudió actuación en los grupos teatrales Entretelones, dirigido por Sergio Bazo, y Eclipse, dirigido por Martha Saravia Oliver, añadiendo en la Escuela de Talentos de Frecuencia Latina, bajo la dirección y tutela de Alberto Ísola. Su trabajo como actor de teatro le permitió dar el salto a la televisión, donde empezó a participar en varias telenovelas y miniseries, habitualmente como protagonista. 
Alcanzó al estrellato en el año 2002 como protagonista de la telenovela Qué buena raza, interpretando a Valentín Condori, un chico natural de Cajamarca, y compartió el rol junto a la actriz Milene Vázquez. 
En el año 2004, participó como coprotagonista de la miniserie Dina Páucar, la lucha por un sueño al lado de Magdyel Ugaz. Al año siguiente, fue parte del elenco principal de la teleserie Viento y arena como José Quispe.
Debutó en el cine en Flor de retama en 2004. En el año 2013, fue protagonista de la telenovela Avenida Perú junto a la actriz Nidia Bermejo, bajo el papel de Hildebrando Huamán, un chico provinciano que vino a Lima en busca de oportunidades, en el cual se enamora de María Fernanda Monteverde, participante del reality show Combate.
Posteriormente se hizo conocido en el ámbito comercial como protagonista de la película Súper Cóndor en 2015 y la secuela El Cóndor en Nueva York en 2018. Este proyecto, marcó el inicio de las películas de superhéroes en el cine peruano. Seguidamente, participó en dos capítulos de la telenovela Amores que matan en 2015 y fue antagonista de la película Al filo de la ley 2 en 2022.
Desarrolló su carrera actoral de la mano de la productora ITM José Rivera Internacional, con quiénes ha llevado a cabo sus participaciones en la serie colombiana La reina de Indias y el conquistador y la telenovela mexicana La Reina del Sur.

## Créditos

### Televisión
- Que buena raza (2002) como Valentín Condori.
- Demasiada belleza (2003) como Lorenzo Alvítez Cruces.
- Eva del Edén (2004) como Juan Chocne.
- Dina Páucar, la lucha por un sueño (2004)
- Viento y arena (2005) como José Quispe.[6]
- Esta sociedad 2 (2008)
- Chapulín, el dulce (2008) como Enrique.
- Diablos azules (2008) como Julio.
- El gran reto (2008) como Damián de la Cruz.
- Sally, la muñequita del pueblo (2008) como Demetrio.
- Hasta las estrellas (2010) como Periodista.
- Lalola (2011) como Toño.
- La Perricholi (2011) como Juan Santos Kuntur.
- Solamente milagros (2012), Episodio De siempre abusada como Ignacio.
- La Faraona (2012) como César Aguilar.
- Conversando con la Luna (2012) como Henry.
- Solamente milagros (2013), Episodio Mujer o madre como Michel.
- Avenida Perú (2013) como Hildebrando Huamán.
- Acusados (2015) como Alejandro Casas.
- Amores que matan (2015-16), Episodio Cristina como Jhonatan.
- La reina de Indias y el conquistador (2020) como Etoc.
- Rivera, el protector (2020) como Culebra.
- Chiclayo de mis amores (2021)
- Los otros libertadores (2021) como Alberto.
- La Reina del Sur (2022) como Eloy Bravo.
- Tu nombre y el mío (2024) como Policía.
- La rosa de Guadalupe Perú (2025) como Cristóbal.

### Teatro
- El derecho de los asesinos
- Rescatemos los juguetes
- Seis de corazones
- Una rosa con otro nombre
- ¿Hay alguien ahí?
- Tres sombreros de copa
- Y jugando... jugando, lo mataron (2004)
- Jesucristo Superstar (2006)
- Ocho reclutas (2006)[7]
- Bodas de sangre (2007)
- Vivir es formidable (2019)

### Cine
- Fair play (2024) como Oficial Artiom.
- De la cancha a tu barrio (2024) como Profesor César.
- Al filo de la ley 2 (2023)
- Turista del narco (2021)
- Jugo de tamarindo (2019)
- El Cóndor en Nueva York (2018) como Súper Cóndor.[8]
- Súper Cóndor (2015) como Súper Cóndor.[3]
- Animales heridos (2006)
- Días de Santiago (2004)
- Flor de retama (2004)